# Юстейн Ґордер
Юстейн Ґордер (норв. Jostein Gaarder; нар. 8 серпня 1952, Осло, Норвегія) — норвезький письменник, автор прозових фантастичних та філософських творів для дітей та молоді, популяризатор філософії.

## Життєпис
Народився 8 серпня 1952 року в Осло, у сім'ї педагогів. Його батько був директором школи, а мати Інґер Марґрет Ґордер — вчителькою та дитячою письменницею. Закінчив Кафедральну школу в Осло та Університет Осло.

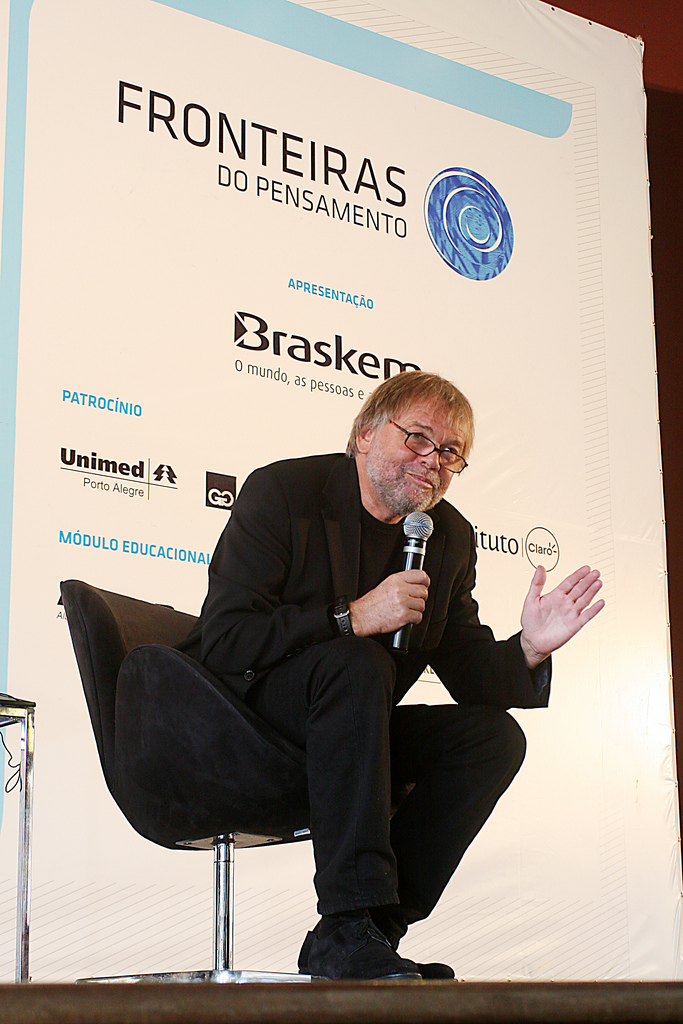
Юстейн Ґордер у 2010 році

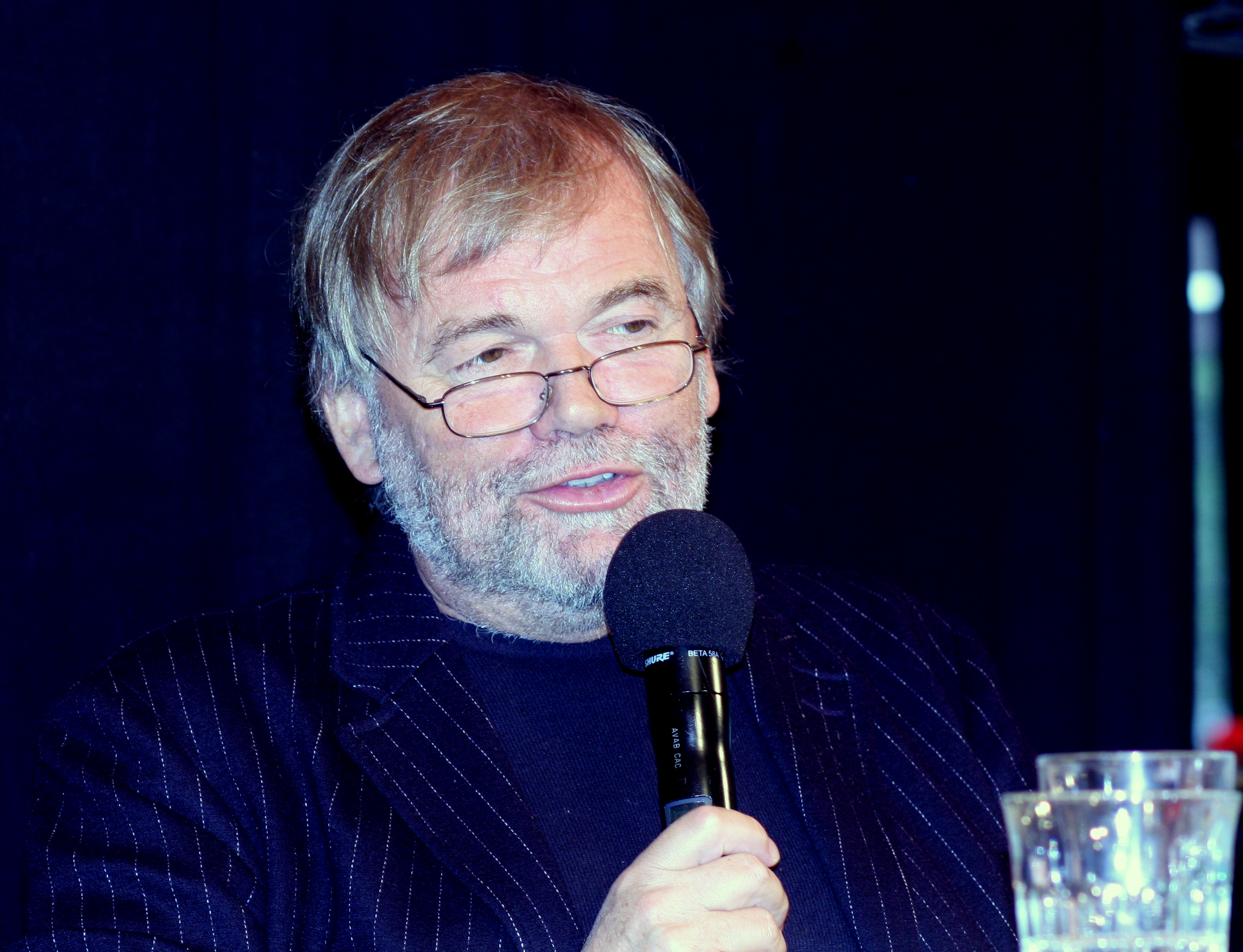
Юстейн Ґордер у 2011 році

Працював викладачем філософії, згодом почав писати книжки. Свою першу книгу «Діагноз та інші історії» (The Diagnosis and Other Stories) видав 1986 року.
У 1991 році до Ґордера прийшло визнання: його праця «Світ Софії. Роман про історію філософії» стала бестселером спочатку в Норвегії, потім у Німеччині, Франції, Великій Британії. Перекладений 53 мовами (в тому числі українською), «Світ Софії» був надрукований загальним тиражем понад 30 мільйонів. 1994 року книжка отримала Німецьку молодіжну літературну премію.
Наступні твори Юстейна Ґордера користувалися вже незмінною популярністю в читача: «Різдвяна таємниця», «У дзеркалі, у загадці», «Vita Brevis. Лист Флорії Емілії до Аврелія Августина», «Дочка циркача», «Помаранчева дівчинка».
Останній роман «Замок у Піренеях» вийшов друком 2008 року, а 2009-го перекладений в Україні.
Разом із дружиною Сірі Данневіґ письменник створив щорічну міжнародну Премію Софії.
У вересні 2009 року відвідав Україну (Львів та Київ) на запрошення XVI Національного форуму видавців у Львові.
З нагоди приїзду Юстейна Ґордера в Україну видавництво «Літопис» перевидало всі його книжки, перекладені українською.

## Твори
- Diagnosen og andre noveller (The Diagnosis and Other Stories) (1986)
- Froskeslottet  (1988)
- Kabalmysteriet (Таємничий пасьянс, 1990) ISBN 0-425-15999-X
- Sofies verden (Світ Софії, 1991) ISBN 0-425-15225-1
- Julemysteriet (Різдвяна містерія, 1992) ISBN 0-374-12329-2
- Bibbi Bokkens magiske bibliotek (1993) ISBN 82-00-21210-6
- I et speil, i en gåte (У дзеркалі, у загадці, 1993) ISBN 0-7538-0673-8
- Hallo? Er det noen her? (1996) ISBN 0-374-32948-6
- Vita Brevis (Vita Brevis, 1996) ISBN 0-7538-0461-1
- Maya (1999) ISBN 0-7538-1146-4
- Sirkusdirektørens datter (Дочка циркача, 2001) ISBN 0-7538-1700-4
- Appelsinpiken (Помаранчева дівчинка, 2004) ISBN 0-297-84904-2
- Sjakk Matt' (2006)
- De gule dvergene (2006)
- Slottet i Pyreneene (Замок в Піренеях, 2008) ISBN 978-966-7007-80-5
- Det spørs (2012) ISBN 9788203254789
- Anna. En fabel om klodens klima og miljø (2013)
- Anton og Jonatan (2014) ISBN 9788203256738
- Dukkeføreren (2016) ISBN 9788203360503

Українською
- Юстейн Ґордер. «Світ Софії. Роман про історію філософії». Переклад з норвезької Наталії Іваничук. Львів: Видавництво «Літопис», 1997. 575 с. ISBN 966-7007-03-0
- Юстейн Ґордер. «Vita brevis. Лист Флорії Емілії до Аврелія Авґустина». Переклад з норвезької Наталії Іваничук. Львів: Видавництво «Літопис», 1998. 218 с.: іл. ISBN 966-7007-11-1
- Юстейн Ґордер. «У дзеркалі, у загадці». Переклад з норвезької Наталії Іваничук. Львів: Видавництво «Літопис», 1998. 157 с. ISBN 966-7007-12-Х
- Юстейн Ґордер. «Помаранчева дівчинка». Переклад з норвезької Наталії Іваничук. Львів: Видавництво «Літопис», 2005. 152 с. ISBN 966-7007-34-0
- Юстейн Ґордер. «Замок в Піренеях». Переклад з норвезької Наталії Іваничук. Львів: Видавництво «Літопис», 2009. 256 с. ISBN 978-966-7007-80-5[6][7]
- Юстейн Ґордер. «Світ Софії. Роман про історію філософії». Переклад з норвезької Наталії Іваничук. Львів: Видавництво «Літопис», 2007. 548 с. ISBN 966-7007-03-0
- Юстейн Ґордер. «Vita brevis. Лист Флорії Емілії до Аврелія Авґустина». Переклад з норвезької Наталії Іваничук. Львів: Видавництво «Літопис», 2009. 168 с. ISBN 978-966-7007-82-9[8]
- Юстейн Ґордер. «Таємничий пасьянс». Переклад з норвезької Наталії Іваничук. Львів: Видавництво «Літопис», 2014. 316 с. ISBN 978-966-8853-49-4[9]
- Юстейн Ґордер. «Донька директора цирку». Переклад з норвезької Наталії Іваничук. Львів: Видавництво «Літопис», 2016. 212 с. ISBN 978-966-8853-56-2
- Юстейн Ґордер. «Помаранчева дівчинка». Переклад з норвезької Наталії Іваничук. Львів: Видавництво «Літопис», 2016. 150 с. ISBN 978-966-8853-57-9[10]
- Юстейн Ґордер. «Світ Софії. Роман про історію філософії». Переклад з норвезької Наталії Іваничук. Львів: Видавництво «Літопис», 2019. 536 с. ISBN 978-966-8853-77-7[11]
- Юстейн Ґордер. «Різдвяна містерія». Переклад з норвезької Наталії Іліщук. Львів: Видавництво «Літопис», 2019. 252 с. ISBN 978-966-8853-88-3[12]

## Нагороди, премії та відзнаки
Лауреат багатьох престижних міжнародних літературних премій.
- 1990 — Премія Асоціації норвезьких критиків за «Kabalmysteriet» (Таємничий пасьянс)
- 1993 — Премія норвезьких книготорговців за «I et speil, i en gåte» (У дзеркалі, у загадці)
- 1994 — Німецька молодіжна літературная премія за «Sofies verden» (Світ Софії)
- 1994 — Премія Банкарелла за «Sofies verden» (Світ Софії)
- 2005 — Орден Святого Олафа (Норвегія).
- 2005 — Honoris causa Триніті Коледжу в Дубліні